# ستيف هولاند
ستيف هولاند (بالإنجليزية: Steve Holland)‏ هو سياسي أمريكي، ولد في 5 نوفمبر 1955 في توبيلو في الولايات المتحدة. حزبياً، نشط في الحزب الديمقراطي. وقد انتخب عضو مجلس نواب مسيسيبي.